# Sandakada pahana
Sandakada pahana, znan tudi pod imenom Mesečev kamen je edinstvena značilnost singalske arhitekture starodavne Šrilanke.   Je umetelno klesana polkrožna kamnita plošča, po navadi postavljena na dno stopnic in pred vhodom. Prvič se je pojavila v zadnji fazi obdobja v  Anuradhapuri, se razvijala skozi obdobja Polonnaruwa, Gampola in Kandi. Po besedah zgodovinarjev sandakada pahana simbolizira ciklus samsare v budizmu.

## Etimologija
V singalščini znana kot sandakada pahana v prevodu pomeni mesečev kamen. Ime temelji na njeni podobi in oblikovanju. Starodavna kronika Mahavamsa in pali literatura, kot je Samantapasadika (zbirka komentarjev), se nanašajo na sandakada pahano kot patika. 

## Obdobje Anuradhapure
Prvi mesečevi kamni so nastali v zadnjem obdobju starodavnega Anuradhapurskega kraljestva. V tem obdobju so bili postavljeni le na vhodih v budistične templje.
Rezbarije polkrožne kamnitega plošče so bile v mesečevem kamnu vedno enake. V sredini je bil izrezan polovični lotos, ki je bil zaprt z več koncentričnimi pasovi. Prvi pas iz pol lotosa je okrašen s procesijo labodov, ki mu sledi trak z zapleteno strukturo listov, ki se imenuje liyavel. Tretji pas ima rezbarije štirih živali; slona, leva, konja in bika. Te štiri živali se med seboj spremljajo v procesiji, ki simbolizira štiri življenjske stopnje: rast, energija, moč in toleranca. Četrti in najbolj obrobni pas vsebuje plamene, ki jih razlagajo kot predstavitev ognjenega oltarja. 

## Obdobje Polonnaruwe
Oblikovanje sandakada pahane v obdobju kraljestva Polonnaruwa se v veliki meri razlikuje od prejšnjega obdobja. Odstranjen je bil pas uporabljen za prikaz štirih živali, v ločenih pasovih pa so bile prikazane procesije slona, leva in konja. Najpomembnejša sprememba je odstranitev bika iz sandakada pahane.  To je bilo zato, ker v hinduizmu bik velja kot privlačna žival in v tem času zgodovine je bil vpliv hinduizma na Šrilanki velik. Prav tako se je spremenil običaj, da se mesečev kamen postavi le na vhodih v budistične templje in so ga postavljali tudi na vhode drugih stavb iz obdobja Polonnaruwa.
Po vdoru Rajendre I. leta 1017 je velik del države padel pod nadzor Čolskega imperija. Država je bila pod vlado Čolov do leta 1055 , na šrilanško kulturo pa so močno vplivali tudi južnoindijski običaji in tradicije, vključno s hindujsko religijo. Zgodovinarji verjamejo, da je bil razlog za odstranitev bika iz sandakada pahane povezava s hinduizmom. Bik, vozilo boga Šiva, je v hinduizmu častitljiva žival, zato je bila odstranjena, saj je bilo to mesto po katerem ljudje hodijo. Iz nekaterih je bil izpuščen tudi lev.  Najboljši vzorec mesečevega kamna iz obdobja Polonnaruwa je na severnem vhodu v Polonnaruwa vatadaža.

## Kandi in obdobje Gampola
V času kraljestva Gampola in Kandi se je zasnova sandakada pahane drastično spremenila. Nič več ni bilo koncentričnih pasov, oblike nekdanja polkrožna kamnitna plošča pa je postala skoraj trikotna. Lotos je bil izrezan sredi kamnitega dela, ki je bil obkrožen s prefinjenim vzorcem liyavela. 

## Simbolizem
Zgodovinarji verjamejo, da imajo rezbarije sandakada pahane verski pomen. Splošno sprejeta razlaga je zgodovinarja Senaratha Paranavithana. O meni, da simbolizira ciklus saṃsara. Lyjavel simbolizira posvetne želje (taṇhā - koncept v budizmu, ki se nanaša na žejo, hrepenenje, želje, pohlep - fizično ali mentalno) in lotos prikazuje končni dosežek nirvane.  Slon, bik, lev in konj prikazujejo rojstvo, propad, bolezen in smrt, medtem ko labodi simbolizirajo razliko med dobrim in slabim.